# Енн Сміт
Енн Сміт (англ. Anne Smith) —  американська тенісистка 1980-х років, спеціалістка з парної гри, володарка 10 титулів Великого шолома — 5 у парному розряді й ще 5 у міксті, неофіційна перша ракетка світу в парному розряді, після завершення спортивної кар'єри психолог в системі освіти. 
Постійною партнеркою Сміт була Кеті Джордан. Разом вони виграли усі турніри Великого шолома, здійснивши великий шолом у парі. Ще один мейджор Сміт виграла з Мартіною Навратіловою. У міксті Сміт виграла три турніри Великого шолома з південноафриканцем Кевіном Карреном. 
у 1980-му та 1981-му роках Сміт вважалася першою ракеткою світу в парній грі. Проте, цей рейтинг не був офіційним — WTA почала вести парний рейтинг з 1984 року. 
Після завершення кар'єри тенісистки Сміт стала психологом. Вона написала книжки Grand Slam: Coach Your Mind to Win in Sports, Business & Life з передмовою Біллі Джин Кінг та The MACH 4 Mental Training System: A Handbook for Athletes, Coaches and Parents.

## Фінали турнірів Великого шолома

### Пари
| Результат | Рік  | Турнір          | Поверхня | Партнерка           | Супротивниці                     | Рахунок       |
| --------- | ---- | --------------- | -------- | ------------------- | -------------------------------- | ------------- |
| Перемога  | 1980 | French Open     | Ґрунт    | Кеті Джордан        | Іванна Мадруга Адріана Віллагран | 6–1, 6–0      |
| Перемога  | 1980 | Wimbledon       | Трава    | Кеті Джордан        | Розмарі Касалс Венді Тернбулл    | 4–6, 7–5, 6–1 |
| Поразка   | 1981 | Wimbledon       | Трава    | Кеті Джордан        | Мартіна Навратілова Пем Шрайвер  | 6–3, 7–6(8–6) |
| Перемога  | 1981 | US Open         | Хард     | Кеті Джордан        | Розмарі Касалс Венді Тернбулл    | 6–3, 6–3      |
| Перемога  | 1981 | Australian Open | Трава    | Кеті Джордан        | Мартіна Навратілова Пем Шрайвер  | 6–2, 7–5      |
| Перемога  | 1982 | French Open     | Ґрунт    | Мартіна Навратілова | Розмарі Касалс Венді Тернбулл    | 6–3, 6–4      |
| Поразка   | 1982 | Wimbledon       | Трава    | Кеті Джордан        | Мартіна Навратілова Пем Шрайвер  | 6–4, 6–1      |
| Поразка   | 1983 | French Open     | Ґрунт    | Кеті Джордан        | Розалін Фербанк Кенді Рейнольдс  | 5–7, 7–5, 6–2 |
| Поразка   | 1984 | Wimbledon       | Трава    | Кеті Джордан        | Мартіна Навратілова Пем Шрайвер  | 6–3, 6–4      |

### Мікст
| Результат | Рік  | Турнір      | Поверхня | Партнер      | Супротивники                     | Рахунок                 |
| --------- | ---- | ----------- | -------- | ------------ | -------------------------------- | ----------------------- |
| Перемога  | 1980 | French Open | Ґрунт    | Біллі Мартін | Станіслав Бірнер Рената Томанова | 2–6, 6–4, 8–6           |
| Перемога  | 1981 | US Open     | Хард     | Кевін Каррен | Стів Дентон Джоанн Расселл       | 6–4, 7–6(7–4)           |
| Перемога  | 1982 | Wimbledon   | Трава    | Кевін Каррен | Джон Ллойд Венді Тернбулл        | 2–6, 6–3, 7–5           |
| Перемога  | 1982 | US Open     | Хард     | Кевін Каррен | Барбара Поттер Ферді Тейген      | 6–7, 7–6(7–4), 7–6(7–5) |
| Перемога  | 1984 | French Open | Ґрунт    | Дік Стоктон  | Енн Мінтер Лорі Вордер           | 6–2, 6–4                |

### Фінали підсумкових турнірів року

#### Пари: 1 фінал
| Результат | Рік  | Турнір   | Поверхня | Партнерка    | Супротивниці                    | Рахунок  |
| --------- | ---- | -------- | -------- | ------------ | ------------------------------- | -------- |
| Поразка   | 1982 | Нью-Йорк | Килим    | Кеті Джордан | Мартіна Навратілова Пем Шрайвер | 6–4, 6–3 |

## Фінали Туру WTA

### Одиночний розряд 4 (0–4)
| Легенда                              |
| ------------------------------------ |
| Турніри Великого шлема турніри (0/0) |
| WTA Championships (0/0)              |
| Virginia Slims (0/2)                 |
| Tier I (0/0)                         |
| Tier II (0/0)                        |
| Tier III (0/1)                       |
| Tier IV & V (0/1)                    |

| Результат | Ранг | Дата             | Турнір           | Покриття   | Опонент             | Рахунок              |
| --------- | ---- | ---------------- | ---------------- | ---------- | ------------------- | -------------------- |
| Поразка   | 1.   | 11 січня 1982    | Washington, D.C. | Килим      | Мартіна Навратілова | 2–6, 3–6             |
| Поразка   | 2.   | 1 листопада 1987 | Індіанаполіс     | Тверде (i) | Гелл Сіоффі         | 6–4, 4–6, 6–7(10–12) |
| Поразка   | 3.   | 9 жовтня 1988    | Новий Орлеан     | Тверде     | Кріс Еверт          | 4–6, 1–6             |
| Поразка   | 4.   | 24 лютого 1991   | Оклагома-Сіті    | Тверде (i) | Яна Новотна         | 6–3, 3–6, 2–6        |

### Парний розряд 69 (32–37)
| Легенда                              |
| ------------------------------------ |
| Турніри Великого шлема турніри (5/4) |
| WTA Championships (0/1)              |
| Virginia Slims (23/31)               |
| Tier I (1/0)                         |
| Tier II (1/0)                        |
| Tier III (0/1)                       |
| Tier IV & V (2/0)                    |

| Результат | Ранг | Дата              | Турнір                                 | Покриття   | Партнер             | Опоненти                                    | Рахунок             |
| --------- | ---- | ----------------- | -------------------------------------- | ---------- | ------------------- | ------------------------------------------- | ------------------- |
| Перемога  | 1.   | 12 березня 1978   | Даллас                                 | Килим      | Мартіна Навратілова | Івонн Гулагонг-Коулі Бетті Стеве            | 6–3, 7–6            |
| Поразка   | 1.   | 1 жовтня 1978     | Атланта                                | Килим      | Мартіна Навратілова | Франсуаз Дюрр Вірджинія Вейд                | 6–4, 2–6, 4–6       |
| Поразка   | 2.   | 8 жовтня 1978     | Phoenix                                | Тверде     | Мартіна Навратілова | Трейсі Остін Бетті Стеве                    | 4–6, 7–6, 2–6       |
| Перемога  | 2.   | 12 листопада 1978 | Eckerd Open                            | Тверде     | Мартіна Навратілова | Керрі Мелвілл Венді Тернбулл                | 7–6, 6–3            |
| Поразка   | 3.   | 18 лютого 1979    | LA Women's Tennis Championships        | Тверде (i) | Мартіна Навратілова | Розмарі Касалс Кріс Еверт                   | 4–6, 6–1, 3–6       |
| Перемога  | 3.   | 4 березня 1979    | Даллас                                 | Килим      | Мартіна Навратілова | Розмарі Касалс Кріс Еверт                   | 7–6, 6–2            |
| Перемога  | 4.   | 12 серпня 1979    | Індіанаполіс                           | Ґрунт      | Кеті Джордан        | Penny Johnson Пола Сміт                     | 6–1, 6–0            |
| Поразка   | 4.   | 29 вересня 1979   | Атланта                                | Килим      | Енн Кійомура        | Бетті Стеве Венді Тернбулл                  | 2–6, 4–6            |
| Перемога  | 5.   | 28 жовтня 1979    | Eckerd Open                            | Тверде     | Вірджинія Рузіч     | Ілана Клосс Бетті-Енн Стюарт                | 7–5, 4–6, 7–5       |
| Перемога  | 6.   | 25 листопада 1979 | Брайтон                                | Килим      | Енн Кійомура        | Ілана Клосс Лора Дюпонт                     | 6–2, 6–1            |
| Поразка   | 5.   | 2 грудня 1979     | Мельбурн                               | Трава      | Діанне Фромгольтц   | Біллі Джин Кінг Венді Тернбулл              | 3–6, 3–6            |
| Поразка   | 6.   | 10 лютого 1980    | LA Women's Tennis Championships        | Тверде (i) | Кеті Джордан        | Розмарі Касалс Мартіна Навратілова          | 6–7, 2–6            |
| Поразка   | 7.   | 24 лютого 1980    | Detroit                                | Килим      | Кеті Джордан        | Біллі Джин Кінг Ілана Клосс                 | 6–3, 3–6, 2–6       |
| Перемога  | 7.   | 13 квітня 1980    | Volvo Car Open                         | Ґрунт      | Кеті Джордан        | Кенді Рейнолдс Пола Сміт                    | 6–2, 6–1            |
| Перемога  | 8.   | 7 червня 1980     | Відкритий чемпіонат Франції з тенісу   | Ґрунт      | Кеті Джордан        | Іванна Мадруга Адріана Віллагран            | 6–1, 6–0            |
| Перемога  | 9.   | 21 червня 1980    | Eastbourne International               | Трава      | Кеті Джордан        | Пем Шрайвер Бетті Стеве                     | 6–4, 6–1            |
| Перемога  | 10.  | 5 липня 1980      | Вімблдонський турнір                   | Трава      | Кеті Джордан        | Розмарі Касалс Венді Тернбулл               | 4–6, 7–5, 6–1       |
| Перемога  | 11.  | 20 липня 1980     | Montreal                               | Тверде     | Пем Шрайвер         | Енн Кійомура Грір Стівенс                   | 3–6, 6–6 ret.       |
| Поразка   | 8.   | 27 липня 1980     | Richmond                               | Килим      | Пем Шрайвер         | Біллі Джин Кінг Мартіна Навратілова         | 4–6, 6–4, 3–6       |
| Перемога  | 12.  | 10 серпня 1980    | Індіанаполіс                           | Ґрунт      | Пола Сміт           | Вірджинія Рузіч Рената Томанова             | 4–6, 6–3, 6–4       |
| Перемога  | 13.  | 21 вересня 1980   | Las Vegas                              | Тверде (i) | Кеті Джордан        | Мартіна Навратілова Бетті Стеве             | 2–6, 6–4, 6–3       |
| Поразка   | 9.   | 28 вересня 1980   | Атланта                                | Килим      | Кеті Джордан        | Барбара Поттер Шерон Волш                   | 3–6, 1–6            |
| Поразка   | 10.  | 5 жовтня 1980     | Minneapolis                            | Килим      | Пола Сміт           | Енн Кійомура Кенді Рейнолдс                 | 3–6, 6–4, 1–6       |
| Перемога  | 14.  | 26 жовтня 1980    | Брайтон                                | Килим      | Кеті Джордан        | Мартіна Навратілова Бетті Стеве             | 6–3, 7–5            |
| Поразка   | 11.  | 9 листопада 1980  | Porsche Tennis Grand Prix              | Тверде (i) | Кеті Джордан        | Гана Мандлікова Бетті Стеве                 | 4–6, 5–7            |
| Поразка   | 12.  | 16 листопада 1980 | Eckerd Open                            | Тверде     | Пола Сміт           | Розмарі Касалс Кенді Рейнолдс               | 6–7, 5–7            |
| Перемога  | 15.  | 25 січня 1981     | Мастерс Цинциннаті                     | Килим      | Кеті Джордан        | Мартіна Навратілова Пем Шрайвер             | 1–6, 6–3, 6–3       |
| Поразка   | 13.  | 15 березня 1981   | Даллас                                 | Килим      | Кеті Джордан        | Мартіна Навратілова Пем Шрайвер             | 5–7, 4–6            |
| Поразка   | 14.  | 21 червня 1981    | Eastbourne International               | Трава      | Кеті Джордан        | Мартіна Навратілова Пем Шрайвер             | 7–6, 2–6, 1–6       |
| Поразка   | 15.  | 3 липня 1981      | Вімблдонський турнір                   | Трава      | Кеті Джордан        | Мартіна Навратілова Пем Шрайвер             | 3–6, 6–7(6–8)       |
| Поразка   | 16.  | 16 серпня 1981    | Richmond                               | Килим      | Кеті Джордан        | Сью Баркер Енн Кійомура                     | 6–4, 6–7, 4–6       |
| Поразка   | 17.  | 23 серпня 1981    | Мастерс Канада                         | Тверде     | Кенді Рейнолдс      | Мартіна Навратілова Пем Шрайвер             | 6–7, 6–7            |
| Перемога  | 16.  | 12 вересня 1981   | Відкритий чемпіонат США з тенісу       | Тверде     | Кеті Джордан        | Розмарі Касалс Венді Тернбулл               | 6–3, 6–3            |
| Перемога  | 17.  | 25 жовтня 1981    | Брайтон                                | Килим      | Барбара Поттер      | Міма Яушовець Пем Шрайвер                   | 6–7, 6–3, 6–4       |
| Поразка   | 18.  | 1 листопада 1981  | Porsche Tennis Grand Prix              | Тверде (i) | Барбара Поттер      | Міма Яушовець Мартіна Навратілова           | 4–6, 1–6            |
| Поразка   | 19.  | 29 листопада 1981 | Sydney International                   | Трава      | Кеті Джордан        | Мартіна Навратілова Пем Шрайвер             | 7–6, 2–6, 4–6       |
| Перемога  | 18.  | 5 грудня 1981     | Відкритий чемпіонат Австралії з тенісу | Трава      | Кеті Джордан        | Мартіна Навратілова Пем Шрайвер             | 6–2, 7–5            |
| Перемога  | 19.  | 10 січня 1982     | Washington, D.C.                       | Килим      | Кеті Джордан        | Мартіна Навратілова Пем Шрайвер             | 6–2, 3–6, 6–1       |
| Поразка   | 20.  | 17 січня 1982     | Мастерс Цинциннаті                     | Килим      | Пем Шрайвер         | Сью Баркер Енн Кійомура                     | 2–6, 6–7            |
| Поразка   | 21.  | 24 січня 1982     | Seattle                                | Килим      | Кеті Джордан        | Розмарі Касалс Венді Тернбулл               | 5–7, 4–6            |
| Поразка   | 22.  | 14 лютого 1982    | Kansas City                            | Килим      | Мері-Лу Деніелс     | Барбара Поттер Шерон Волш                   | 6–4, 2–6, 2–6       |
| Перемога  | 20.  | 7 березня 1982    | LA Women's Tennis Championships        | Килим      | Кеті Джордан        | Барбара Поттер Шерон Волш                   | 6–3, 7–5            |
| Перемога  | 21.  | 20 березня 1982   | Бостон                                 | Килим      | Кеті Джордан        | Розмарі Касалс Венді Тернбулл               | 7–6, 2–6, 6–4       |
| Поразка   | 23.  | 28 березня 1982   | Чемпіонат WTA                          | Килим      | Кеті Джордан        | Мартіна Навратілова Пем Шрайвер             | 4–6, 3–6            |
| Поразка   | 24.  | 18 квітня 1982    | Fort Worth                             | Ґрунт      | Кеті Джордан        | Мартіна Навратілова Пем Шрайвер             | 5–7, 3–6            |
| Поразка   | 25.  | 2 травня 1982     | Орландо                                | Ґрунт      | Кеті Джордан        | Розмарі Касалс Венді Тернбулл               | 3–6, 3–6            |
| Перемога  | 22.  | 5 червня 1982     | Відкритий чемпіонат Франції з тенісу   | Ґрунт      | Мартіна Навратілова | Розмарі Касалс Венді Тернбулл               | 6–3, 6–4            |
| Поразка   | 26.  | 20 червня 1982    | Eastbourne International               | Трава      | Кеті Джордан        | Мартіна Навратілова Пем Шрайвер             | 3–6, 4–6            |
| Поразка   | 27.  | 3 липня 1982      | Вімблдонський турнір                   | Трава      | Кеті Джордан        | Мартіна Навратілова Пем Шрайвер             | 4–6, 1–6            |
| Поразка   | 28.  | 24 жовтня 1982    | Porsche Tennis Grand Prix              | Тверде (i) | Кенді Рейнолдс      | Мартіна Навратілова Пем Шрайвер             | 2–6, 3–6            |
| Перемога  | 23.  | 21 листопада 1982 | Брисбейн                               | Трава      | Біллі Джин Кінг     | Клаудія Коде-Кільш Ева Пфафф                | 6–3, 6–4            |
| Поразка   | 29.  | 10 січня 1983     | Washington, D.C.                       | Килим      | Кеті Джордан        | Мартіна Навратілова Пем Шрайвер             | 6–4, 5–7, 3–6       |
| Поразка   | 30.  | 20 лютого 1983    | Ameritech Cup                          | Килим      | Кеті Джордан        | Мартіна Навратілова Пем Шрайвер             | 1–6, 2–6            |
| Поразка   | 31.  | 20 березня 1983   | Бостон                                 | Килим      | Кеті Джордан        | Джо Дьюрі Енн Кійомура                      | 3–6, 1–6            |
| Поразка   | 32.  | 3 квітня 1983     | Токіо                                  | Килим      | Кеті Джордан        | Біллі Джин Кінг Шерон Волш                  | 1–6, 1–6            |
| Перемога  | 24.  | 24 квітня 1983    | Орландо                                | Ґрунт      | Біллі Джин Кінг     | Мартіна Навратілова Пем Шрайвер             | 6–3, 1–6, 7–6       |
| Поразка   | 33.  | 4 червня 1983     | Відкритий чемпіонат Франції з тенісу   | Ґрунт      | Кеті Джордан        | Розалін Феербенк Кенді Рейнолдс             | 7–5, 5–7, 2–6       |
| Перемога  | 25.  | 22 квітня 1984    | Amelia Island Championships            | Ґрунт      | Кеті Джордан        | Енн Гоббс Міма Яушовець                     | 6–4, 3–6, 6–4       |
| Поразка   | 34.  | 7 липня 1984      | Вімблдонський турнір                   | Трава      | Кеті Джордан        | Мартіна Навратілова Пем Шрайвер             | 3–6, 4–6            |
| Перемога  | 26.  | 31 березня 1985   | Palm Beach Gardens                     | Ґрунт      | Джоанн Расселл      | Лаура Аррая Габріела Сабатіні               | 1–6, 6–1, 7–6(7–4)  |
| Поразка   | 35.  | 26 січня 1986     | Вічита                                 | Килим      | Джоанн Расселл      | Кеті Джордан Кенді Рейнолдс                 | 3–6, 7–6(7–5), 3–6  |
| Перемога  | 27.  | 9 березня 1986    | Hershey                                | Килим      | Кенді Рейнолдс      | Сенді Коллінз Кім Сендс                     | 7–6(10–8), 6–1      |
| Перемога  | 28.  | 5 жовтня 1986     | Новий Орлеан                           | Килим      | Кенді Рейнолдс      | Світлана Пархоменко Лариса Савченко-Нейланд | 6–3, 3–6, 6–3       |
| Поразка   | 36.  | 2 листопада 1986  | Індіанаполіс                           | Тверде (i) | Кенді Рейнолдс      | Зіна Гаррісон Лорі Макніл                   | 5–4 ret.            |
| Перемога  | 29.  | 18 лютого 1990    | Ameritech Cup                          | Килим      | Мартіна Навратілова | Аранча Санчес Вікаріо Наталі Тозья          | 6–7(9–11), 6–4, 6–3 |
| Поразка   | 37.  | 22 липня 1990     | Ньюпорт                                | Трава      | Патті Фендік        | Ліз Грегорі Гретхен Раш                     | 6–7(7–9), 1–6       |
| Перемога  | 30.  | 12 серпня 1990    | Альбукерке                             | Тверде     | Мередіт Макґрат     | Марін Луї-Гарпер Венді Вайт                 | 7–6(7–2), 6–4       |
| Перемога  | 31.  | 4 листопада 1990  | Silicon Valley Classic                 | Килим      | Мередіт Макґрат     | Розалін Феербенк Робін Вайт                 | 2–6, 6–0, 6–4       |
| Перемога  | 32.  | 24 лютого 1991    | Оклагома-Сіті                          | Тверде (i) | Мередіт Макґрат     | Катріна Адамс Джилл Гетерінгтон             | 6–2, 6–4            |

## Виступи у турнірах Великого шолома

### Одиночний розряд
| Турнір          | 1977 | 1977 | 1978 | 1979 | 1980 | 1981 | 1982 | 1983 | 1984 | 1985 | 1986 | 1987 | 1988 | 1989 | 1990 | 1991 | П–П  |
| --------------- | ---- | ---- | ---- | ---- | ---- | ---- | ---- | ---- | ---- | ---- | ---- | ---- | ---- | ---- | ---- | ---- | ---- |
| Australian Open |      |      |      |      |      | 1р   | ЧФ   |      |      |      | NH   | 3р   |      |      |      | 2р   | 6–4  |
| French Open     |      |      |      | 3р   | 3р   | 2р   | 2р   | 1р   |      | 1р   | 3р   |      |      |      |      |      | 11–7 |
| Wimbledon       | 2р   | 2р   |      | 2р   | 2р   | 2р   | ЧФ   |      |      | 2р   | 1р   | 2р   |      |      | 2р   |      | 10–9 |
| US Open         | 2р   | 2р   | 2р   | 2р   | 1р   | ЧФ   |      |      |      |      | 1р   |      | 1р   | 2р   |      | 2р   | 13–9 |

### Парний розряд
| Турнір          | 1976 | 1977 | 1977 | 1978 | 1979 | 1980 | 1981 | 1982 | 1983 | 1984 | 1985 | 1986 | 1987 | 1988 | 1989 | 1990 | 1991 | W–L   |
| --------------- | ---- | ---- | ---- | ---- | ---- | ---- | ---- | ---- | ---- | ---- | ---- | ---- | ---- | ---- | ---- | ---- | ---- | ----- |
| Australian Open |      |      |      |      |      |      | П    | ПФ   |      |      |      | NH   |      |      |      |      | ПФ   | 12–2  |
| French Open     |      |      |      |      | ЧФ   | П    | ЧФ   | П    | Ф    | ЧФ   | 3р   | ЧФ   |      |      |      |      |      | 28–6  |
| Wimbledon       |      | 1р   | 1р   |      | 3р   | П    | Ф    | Ф    |      | Ф    | 1р   | 3р   | ЧФ   |      |      | 3р   |      | 26–9  |
| US Open         | 2р   | 3р   | 3р   | 2р   | 2р   | ПФ   | П    | ЧФ   |      |      | 2р   | 3р   |      | 3р   | 1р   |      | 3р   | 25–11 |

### Мікст
| Турнір          | 1978 | 1979 | 1980 | 1981 | 1982 | 1983 | 1984 | 1985 | 1986 | 1987 | 1988 | 1989 | 1990 | 1991 | W–L  |
| --------------- | ---- | ---- | ---- | ---- | ---- | ---- | ---- | ---- | ---- | ---- | ---- | ---- | ---- | ---- | ---- |
| Australian Open | NH   | NH   | NH   | NH   | NH   | NH   | NH   | NH   | NH   |      |      |      |      | 1р   | 0–1  |
| French Open     |      | ЧФ   | П    | ЧФ   |      |      | П    | 3р   |      |      |      |      |      |      | 13–3 |
| Wimbledon       |      |      | 2р   | 1р   | П    |      | 3р   | 3р   |      | 1р   |      |      |      |      | 8–5  |
| US Open         | ПФ   | ЧФ   | ПФ   | П    | П    |      |      |      | 1р   |      | 2р   | 2р   |      | 1р   | 20–7 |

## Зовнішні посилання
- Офіційна сторінка Енн Сміт [Архівовано 10 грудня 2021 у Wayback Machine.]
- Енн Сміт на сайті WTA
- Енн Сміт на сайті ITF
- Енн Сміт на сайті Кубку Біллі Джин Кінг

## Виноски
1. 1 2  Player Profile // WTA website

| Тенісист | Це незавершена стаття про тенісиста чи тенісистку. Ви можете допомогти проєкту, виправивши або дописавши її. |